# Lebenspartnerschaftsurkunde
Eine Lebenspartnerschaftsurkunde ist in Deutschland der Beweis für die Begründung einer Lebenspartnerschaft (§ 54 Abs. 2, § 55 Abs. 1 Nr. 3 PStG). Die Lebenspartnerschaftsurkunde gehört zu den Personenstandsurkunden.
Die Lebenspartnerschaftsurkunden werden durch den Standesbeamten aus den Einträgen im Lebenspartnerschaftsregister erstellt und beurkundet.

## Inhalt der Lebenspartnerschaftsurkunde
In die Lebenspartnerschaftsurkunde werden gem. § 58 PStG aufgenommen:
1. Die Vornamen und Familiennamen der Lebenspartner, Ort und Tag ihrer Geburt sowie die rechtliche Zugehörigkeit eines Lebenspartners zu einer Religionsgemeinschaft, sofern sich die Zugehörigkeit aus dem Registereintrag ergibt.
2. Ort und Tag der Begründung der Lebenspartnerschaft

Ist die Lebenspartnerschaft aufgelöst oder ist das Nichtbestehen der Lebenspartnerschaft festgestellt, so wird dies unter Angabe des Anlasses und Zeitpunkts am Ende der Lebenspartnerschaftsurkunde angegeben.

## Bedeutung seit Öffnung der Ehe für gleichgeschlechtliche Paare
Lebenspartnerschaften können seit Inkrafttreten des Gesetzes zur Einführung des Rechts auf Eheschließung für Personen gleichen Geschlechts („Ehe für alle“) am 1. Oktober 2017 nicht mehr begründet, aber gem. § 20a LPartG in eine Ehe umgewandelt werden. § 17a Abs. 1 PStG bestimmt, dass die Lebenspartner das Bestehen ihrer Lebenspartnerschaft durch öffentliche Urkunden nachweisen müssen, um die Umwandlung ihrer Lebenspartnerschaft in eine Ehe anzumelden (vgl. § 30 PStV).
Die Umwandlung der Lebenspartnerschaft in eine Ehe entspricht rechtlich einer Eheschließung im Sinne von § 14 PStG. Das Datum der Umwandlung wird im Eheregister beurkundet. Die Lebenspartner haben bei der Anmeldung der Eheschließung die Unterlagen entsprechend § 12 Abs. 2 Nr. 1 bis 3 PStG vorzulegen, zu denen auch die Lebenspartnerschaftsurkunde gehört. Im Falle der Umwandlung einer Lebenspartnerschaft in eine Ehe sind die Leittexte in der Eheurkunde für die gleichgeschlechtlichen Ehegatten zu neutralisieren (anstelle von „Ehemann“ und „Ehefrau“ der Leittext „Ehegatten“). Im Anschluss an die Erstbeurkundung erfolgt direkt eine Folgebeurkundung, in der als Anlass der Beurkundung „Eheschließung nach § 17a PStG bei bestehender Lebenspartnerschaft“ anzugeben ist. Auch im Lebenspartnerschaftsregister wird die Umwandlung der Lebenspartnerschaft in eine Ehe als Folgebeurkundung eingetragen.

## Kosten
Seit dem 1. Januar 2009 werden die Gebühren der standesamtlichen Leistungen durch Landesrecht geregelt (§ 72 PStG).